# سانتياغو زوربيغان
سانتياغو زوربيغان (بالإسبانية: Santiago Zurbriggen)‏ (27 فبراير 1990 في الأرجنتين - ) هو لاعب كرة قدم أرجنتيني في مركز الدفاع. لعب مع نادي لانوس ويونيون دي سانتا في.

## وصلات خارجية
- سانتياغو زوربيغان على موقع قاعدة بيانات كرة القدم.إي يو (الإنجليزية)
- سانتياغو زوربيغان على موقع Soccerway.com (الإنجليزية)
- سانتياغو زوربيغان على موقع عالم كرة القدم.نت (الإنجليزية)